# Ito (Pferd)
Ito (* 17. April 2011 auf dem Gestüt Schlenderhan) ist ein deutsches Rennpferd.
Sein Vater ist Adlerflug, der unter anderem das Deutsche Derby und den Großen Preis von Baden gewann, die Mutter ist Iota. Ito befindet sich im Besitz des Gestüts Schlenderhan.

## Rennen und Erfolge
Sein erstes Rennen absolvierte Ito am 21. April 2014 auf der Rennbahn Köln-Weidenpesch und wurde dort Dritter. In diesem Jahr folgten zwei Siege in Köln und München.
Im Jahr 2015 gewann er gleich im ersten Rennen in Krefeld, Jockey war in diesem Rennen Filip Minarik. Den Black-Type-Status erlangte Ito mit dem Sieg im Listenrennen dem „Preis von Dahlwitz“ auf der Rennbahn Berlin-Hoppegarten. Seine größten Erfolge waren der Sieg im Großen Preis der Badischen Unternehmer (Gruppe ΙΙ) am 7. Juni 2015 und der erste Platz im Großen Preis von Bayern, einem Gruppe-Ι-Rennen auf der Rennbahn München am 1. November 2015.
Im Jahr 2015 ist er, gemessen an der Gewinnsumme, auf Platz vier aller deutschen Rennpferde.
Am 8. Mai 2016 gewann Ito den 81. Gerling-Preis (Gruppe 2) in neuer Bahnrekordzeit von 2:25,33 Minuten. Dieser Bahnrekord hatte jedoch nur 2 Jahre Bestand. 2018 gewann Oriental Eagle den 83. Gerling-Preis in der neuen Bahnrekord-Zeit von 2:24,05 Minuten.
Im Oktober 2016 musste Ito seine Rennkarriere aufgrund einer Sehnenverletzung beenden.

## Weblinks

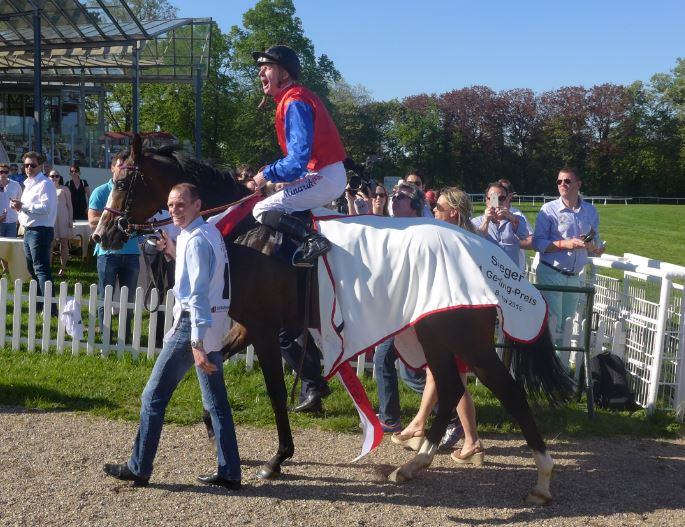
Ito nach dem Gewinn des 81. Gerling-Preis 2016